# تصفيات كأس العالم 2006 - آسيا الدور الأول
الدور الأول من تصفيات آسيا المؤهلة إلى بطولة كأس العالم لكرة القدم 2006 . تم تحديد أسوأ 14 منتخب في التصنيف الشهري من أجل التنافس فيما بينها وتأهل 7 منتخبات إلى الدور الثاني .

## المباريات
| تركمانستان | 11 – 0    | نيبال |
| --- | --------- | ----- |
| غوفانتشمحمد أوفيكوف 6' 35' · بغينش محمد كولييف 8' 22' 81' · نزار بيراموف 27' · عمر بيردييف 42' · رجبميرات أغاباييف 49' 65' 67' · ديدارغيليش أورازوف 90' | (التقرير) |       |

| نيبال | 0 – 2     | تركمانستان                |
| ----- | --------- | ------------------------- |
|       | (التقرير) | بغينش محمد كولييف 85' 91' |

فاز منتخب تركمنستان 13-0 في مجموع المباراتين وتأهل إلى الدور الثاني .
| تايبيه الصينية                                            | 3 – 0     | ماكاو |
| --------------------------------------------------------- | --------- | ----- |
| تشوانغ ياو تسونغ 23' · تشين جوي تي 52' · تشانغ وو ييه 57' | (التقرير) |       |

| ماكاو          | 1 – 3     | تايبيه الصينية                          |
| -------------- | --------- | --------------------------------------- |
| فو وينغ لي 87' | (التقرير) | تشين جوي تي 14' 69' · تشيانغ شيه لو 66' |

فاز منتخب تايوان 6-1 في مجموع المباراتين وتأهل إلى الدور الثاني .
| بنغلاديش | 0 – 2     | طاجيكستان                                  |
| -------- | --------- | ------------------------------------------ |
|          | (التقرير) | سوخروب حميدوف 11' · نوموندزهون خاكيموف 51' |

| طاجيكستان                           | 2 – 0     | بنغلاديش |
| ----------------------------------- | --------- | -------- |
| أكمل خولماتوف 15' · يوسف رابييف 83' | (التقرير) |          |

فاز منتخب طاجيكستان 4-0 في مجموع المباراتين وتأهل إلى الدور الثاني .
| لاوس | 0 – 0     | سريلانكا |
| ---- | --------- | -------- |
|      | (التقرير) |          |

| سريلانكا                                                | 3 – 0     | لاوس |
| ------------------------------------------------------- | --------- | ---- |
| تشانا إيديري 35' · كاسون جاياسورييا 59' · محمد حميد 93' | (التقرير) |      |

فاز منتخب سريلانكا 3-0 في مجموع المباراتين وتأهل إلى الدور الثاني .
| باكستان | 0 – 2     | قرغيزستان                                 |
| ------- | --------- | ----------------------------------------- |
|         | (التقرير) | إيفغيني بولديغين 36' · سيرغي تشيكيشيف 59' |

| قرغيزستان                                                                             | 4 – 0     | باكستان |
| ------------------------------------------------------------------------------------- | --------- | ------- |
| سيرغي تشيكيشيف 18' · فلاديمير تشيرتكوف 28' · إيفغيني بولديغين 67' · أندري كراسنوف 92' | (التقرير) |         |

فاز منتخب قيرغيزستان 6-0 في مجموع المباراتين وتأهل إلى الدور الثاني .
| منغوليا | 0 – 1     | المالديف      |
| ------- | --------- | ------------- |
|         | (التقرير) | محمد نظام 24' |

| المالديف | 12 – 0    | منغوليا |
| --- | --------- | ------- |
| علي إشفاق 4' 61' 63' 68' · محمد نظام 42' · إبراهيم فضيل 46+' 49+' · أسد غني 65' · أحمد ثوريك 74' 78' · باتولغا كيشيغدالاي 75' (بالخطأ) · محمد نزيه 80' | (التقرير) |         |

فاز منتخب مالديف 13-0 في مجموع المباراتين وتأهل إلى الدور الثاني .

## المتأهل السابع
المواجهة السابعة كانت بين منتخب غوام ومنتخب النيبال . انسحب النيبال أولا فتققر تأهل غوام إلى الدور الثاني ولكنه قرر الانسحاب أيضا فتقرر أن يتم اختيار أحد المنتخبات الست الخاسرة حسب المعايير التالي :
1. مجموع النقاط .
2. فارق الأهداف .
3. الأهداف المسجلة لصالحه .

| المنتخب   | لعب | الفوز | التعادل | الخسارة | له | عليه | الفارق | النقاط |
| --------- | --- | ----- | ------- | ------- | -- | ---- | ------ | ------ |
| لاوس      | 2   | 0     | 1       | 1       | 0  | 3    | -3     | 1      |
| بنغلاديش  | 2   | 0     | 0       | 2       | 0  | 4    | -4     | 0      |
| ماكاو     | 2   | 0     | 0       | 2       | 1  | 6    | -5     | 0      |
| باكستان   | 2   | 0     | 0       | 2       | 0  | 6    | -6     | 0      |
| أفغانستان | 2   | 0     | 0       | 2       | 0  | 13   | -13    | 0      |
| منغوليا   | 2   | 0     | 0       | 2       | 0  | 13   | -13    | 0      |

تأهل منتخب لاوس إلى الدور الثاني .